# Pedagogia sistêmica
Pedagogia Sistêmica é uma nova postura, possível a partir das contribuições do  trabalho de Bert Hellinger com as constelações familiares e posteriormente desenvolvido por Marianne Franke Gricksh, Angelica Olvera e Alfonso Malpica que adaptaram suas percepções para a área educacional. Não se trata de um novo método ou metodologia de ensino. Como postura pode ser aplicada em qualquer contexto educativo, formal ou informal. A Universidade do México atualmente possui uma cadeira de pós-graduação sobre essa nova forma de educar. 
Já houve dois congressos internacionais sobre o tema, um na Cidade do México (2004) e outro em Sevilha (2006). No Brasil, a Pedagogia Sistêmica avança consideravelmente nos últimos anos. Alguns nomes se destacam neste cenário, como Ana Lúcia Braga, professora, terapeuta e escritora de Ribeirão Preto (SP), Olinda Guedes, professora, psicóloga e terapeuta em Curitiba (PR), Instituto Idesv no Brasil Central, Jean Lucy Toledo Vieira, professor, terapeuta e autor do livro "Introdução à Pedagogia Sistêmica: uma nova postura para pais e educadores", em Campo Grande (MS), Leonardo (Léo) Costa, professor e terapeuta em Salvador (BA), Laureano Guerreiro Bogado, professor e terapeuta em Lorena e Pindamonhangaba (SP), Victor Araujo, professor  constelador, e escritor do livro "Sorte ou decisão,  a teoria do caos" sobre campos mórficos e causa e efeito (RJ), entre tantos outros.

## Bases metodológicas
A Pedagogia Sistêmica não é um novo método educativo, trata-se, sobretudo, de uma nova postura frente às realidades educacionais e seus processos; parte do pressuposto sistêmico fenomenológico apresentado por Bert Hellinger com as contribuições de grandes áreas como a Psicologia, Epigenética, Física Quântica, Filosofia, Biologia, Psicogenealogia e Pedagogia. Esta nova postura fortalece uma prática dinâmica nos contextos educativos e campos de aprendizagem.
Vem sendo desenvolvido nas últimas décadas em vários países do mundo, ampliando a visão significativa do todo na relação escola-família, trazendo a possibilidade de criarmos a partir da escola um ambiente de inclusão onde todos possam assumir os seus papéis, levando em conta os sistemas familiares, educativos e institucionais.
Se algo caracteriza a Pedagogia Sistêmica é, justamente, a sua firme proposta de inclusão. Devemos o seu desenvolvimento a Bert Hellinger (terapeuta alemão) desenvolvedor da Abordagem Sistêmica Fenomenológica Segundo Bert Hellinger - Constelações Familiares, uma filosofia de vida e técnica terapêutica que permite olhar o indivíduo dentro do seu contexto familiar, a partir das relações que estabelece com pessoas da família e com pessoas que não fazem parte da família, através de vínculos de amor e lealdade. A solução para os conflitos e as desordens ocorridas nestas relações se faz através das "ordens do amor", promovendo equilíbrio e harmonia.
A Pedagogia Sistêmica integra o que podemos chamar de pensamento emergente, que surge em contraposição ao pensamento mecanicista.

## Aplicações
Como postura, a Pedagogia Sistémica pode ser aplicada em todos os contextos educativos, sejam estes formais (escola) ou informais (família). Em sala de aula, pequenas intervenções têm se mostrado extremamente eficazes diante de conflitos, dificuldades de aprendizagem e tantas outras realidades difíceis.
As Ordens do Amor traduzidas para os contextos escolares evidenciam a raiz de muitas questões ditas difíceis. O educador sistêmico aprende a "ler" a realidade do aluno e da instituição, percebendo seu real papel e função. A partir deste lugar, olha com respeito para seus alunos e suas histórias. É imprescindível que o educador sistêmico olhe antes de mais nada para a sua própria história de vida. É um profundo trabalho de autoconhecimento. A partir deste movimento de acolhida da própria história, pode ir para as realidades escolares "inteiro" e, de posse desta inteireza, dá conta de acolher também seus alunos e suas histórias como são.
Resulta necessariamente em observar como traduzimos e integramos os princípios que sustentam as "ordens do amor" para que nos sirvam de orientação. Estes princípios nos levam às seguintes percepções: 
- A importância da ordem: quem veio antes e quem veio depois; tem a ver com o vínculo entre gerações (tanto para os alunos como para os professores); 
- A importância do lugar e função de cada um: pais, professores, diretores, coordenadores, alunos... 
- A importância das trocas estabelecidas;
-  O valor da inclusão em contrapartida com as implicações da exclusão; 
- O peso das culturas de origem, que tem a ver com a fidelidade aos contextos de onde viemos;
- O papel das consciências;
- O significado das interações; todos os membros de um sistema estão vinculados aos outros;
- O significado dos fenômenos que se manifestam na escola, como não aprendizagem, déficits de atenção, hiperatividade, desinteresse, apatia, violência, agressividade, bullying... Os fenômenos são o aparente, estão sempre "mostrando" algo.
- A importância e o valor das gerações e suas interações.
- Importância e valor das emoções.

A pedagogia sistémica e os quatro aspectos básicos para a função da escola:
1.   Independente da maior ou menor complexidade e justificativa, teórico-prático deste paradigma, se trata de um planejamento claramente centrado nos objectivos fundamentais da escola, gerando um espaço orientado para o aprendizado e o bem-estar dos alunos.
2.   Para que estes objectivos centrais possam se desenvolver é indispensável que os pais dos alunos se sintam reconhecidos pela instituição e tenham um lugar de privilégio dentro dela; deve existir uma declaração explícita no sentido de que a área educativa começa pelos pais e que eles dão seu consentimento para que a escola possa se ocupar de seus filhos com respeito nos processos de aprendizagem.
3.   A escola deve ser exclusivamente um espaço educativo em nenhum momento um espaço terapêutico.
4.   No momento em que todos os protagonistas implicados na tarefa educativa (instituição, professores e os próprios pais) ocupam com responsabilidade apenas a tarefa que lhes compete, os alunos se sentem livres para a aprendizagem e o desenvolvimento,  sem maiores dificuldades.